# Freelang
 (septembre 2020).
 (août 2020).
Si vous disposez d'ouvrages ou d'articles de référence ou si vous connaissez des sites web de qualité traitant du thème abordé ici, merci de compléter l'article en donnant les références utiles à sa vérifiabilité et en les liant à la section « Notes et références ».
Freelang est un site web mettant à disposition, depuis 1997, des ressources gratuites dans le domaine des langues,.

## Historique du projet
En 1996, deux Néerlandais créent le Dutch Dictionary Project, un logiciel affichant des listes de mots. Par la suite, plusieurs volontaires de par le monde rejoignent le projet en créant des sites et des listes de mots dans différentes langues dont l'italien, le suédois, le russe, le français et l'espéranto.
Entre 1998 et 2000, les versions française et anglaise sont hébergées sur un même site web, baptisé « Freelang ». Un service d'aide à la traduction, animé par une équipe de traducteurs bénévoles, est également créé.

## Dictionnaires
Le site web Freelang propose des dictionnaires bilingues (français/langue étrangère) téléchargeables gratuitement ou consultables en ligne. Parmi ses 199 dictionnaires disponibles, Freelang compte des dictionnaires techniques et de langues régionales.

## Aide à la traduction
Freelang propose également un service gratuit d'aide à la traduction. Réservé à des demandes courtes et non commerciales, ce système permet à chacun d'obtenir la traduction d'un mot ou de quelques phrases en contactant personnellement un traducteur. Environ 350 traducteurs (dont de nombreux professionnels) sont inscrits.

## Communauté
Les forums Freelang permettent d'obtenir de l'aide pour une traduction ou, plus généralement, de discuter de divers sujets liés aux langues.

## Autres ressources
Freelang édite un magazine dans lequel sont publiés des interviews d'auteurs ou de traducteurs participant au projet. On y trouve également une rubrique consacrée à l'actualité des langues.
Freelang publie des dossiers et des mémoires rédigés par des étudiants de Licence ou de master spécialisés dans le domaine des langues, de la linguistique, de la littérature, de la didactique ou de l'interculturel.